# SG VBV Trofaiach/WSV Eisenerz
Die SG VBV Trofaiach/WSV Eisenerz ist ein österreichischer Sportverein aus Trofaiach und Eisenerz in der Steiermark, der durch seine Frauenvolleyballabteilung bekannt ist. Die Spielgemeinschaft wurde 1997 gegründet und ist Mitglied des Steirischen Volleyball Verbandes. Die Heimspiele werden in der Sporthalle Eisenerz und der Sporthalle Trofaiach ausgetragen, die Vereinsfarben sind blau und schwarz.

## Geschichte
Die Spielgemeinschaft zwischen WSV Eisenerz und dem VBV Trofaiach ist einer der ältesten Volleyball-Spielgemeinschaften in Österreich und spielte schon 1985 gemeinsam als VC Eisenstraße in der steirischen Landesliga, später als LET  (Leoben, Eisenerz, Trofaiach) bis in die 2. Bundesliga und mit ET in die Austrian Volley League.
Bei den olympischen Spielen 1972 wurde Volleyball einem breiten Fernseh-Publikum angeboten und Wolfgang Meixner entschloss sich diese Sportart im Sportunterricht im BORG Eisenerz anzubieten. Vier Jahre später, 1976, entstand rund um ihn eine Mannschaft, die in der Regionalliga antrat. Auch die Schulen in Trofaiach und Leoben schlossen sich dem Verein an.
Ab den 1980er Jahren begannen die Verantwortlichen im Rahmen des Sportunterrichts der Schule die Schülerligateams intensiv zu trainieren und zu forcieren. Mit ehemaligen Schülern und schulfremden Spieler schaffte der Verein, der sich aus Schule gründete, um bessere Strukturen für den Volleyballspitzensport in der Region zu schaffen, in der Saison 2001/02 den Aufstieg in die Austrian Volley League. Mit der Gründung einer Schülerliga für Mädchen wurde auch immer mehr Zeit in Frauenvolleyball, unter anderem in eine Volleyballakademie für Mädchen investiert.

## Erfolge
- Teilnahme am CEV-Cup: 2006/07
- Aufstieg in die Bundesliga: 2002/03